# Les Serviteurs d'Arès
Pistes de Chœurs
Le Chœur des oiseaux
Les Serviteurs d'Arès est la dix-septième et dernière chanson de l'album Chœurs de Bertrand Cantat, Pascal Humbert, Bernard Falaise et Alexander MacSween conçu pour constituer les chœurs antiques de la trilogie « Des femmes » de Sophocle adaptée et mise en scène en 2011 par Wajdi Mouawad. Elle illustre Électre, le troisième volet de la trilogie.

## Argument
Oreste, tel un Arès « avide de vengeance et de sang », accomplit son destin en tuant sa propre mère Clytemnestre, puis l'enveloppe d'un linceul en attendant le retour d'Égisthe pour le châtier à son tour en faisant croire qu'il s'agit là de son propre corps. Les Érinyes approchent et ne quitteront plus Oreste...
Les Serviteurs d'Arès est directement issu du texte du troisième stasimon de la tragédie.

## Musiciens ayant participé à la chanson
- Bertrand Cantat, chant, guitare, harmonica
- Pascal Humbert, basse, contrebasse
- Bernard Falaise, guitare
- Alexander MacSween, batterie, percussions